# Seznam polkov po zaporednih številkah (800. - 849.)
Seznam polkov po zaporednih številkah - polki od 800. do 849.

## 801. polk
Pehotni
- 801. strelski polk (ZSSR)

Artilerijski
- 801. artilerijski polk (Wehrmacht)

## 802. polk
Pehotni
- 802. strelski polk (ZSSR)

Artilerijski
- 802. artilerijski polk (Wehrmacht)

## 803. polk
Pehotni
- 803. strelski polk (ZSSR)

Artilerijski
- 803. artilerijski polk (Wehrmacht)

## 805. polk
Pionirski
- 805. pionirski pehotni polk (ZDA)

Letalski
- 805. lovski letalski polk (ZSSR)

## 806. polk
Pionirski
- 806. pionirski pehotni polk (ZDA)

Letalski
- 806. jurišni letalski polk (ZSSR)

## 807. polk
Pionirski
- 807. pionirski pehotni polk (ZDA)

Letalski
- 807. jurišni letalski polk (ZSSR)

## 808. polk
Pehotni
- 808. strelski polk (ZSSR)

Pionirski
- 808. pionirski pehotni polk (ZDA)

## 810. polk
Pionirski
- 810. pionirski pehotni polk (ZDA)

Marinski
- 810. ločeni pomorskopehotni polk (Ruska federacija)

## 811. polk
Pehotni
- 811. polk (Kitajska)

Pionirski
- 811. pionirski pehotni polk (ZDA)

## 812. polk
Pehotni
- 812. polk (Severni Vietnam)

Letalski
- 812. lovski letalski polk (ZSSR)

## 813. polk
Pehotni
- 813. grenadirski polk (Wehrmacht)

Inženirski
- 813. inženirski polk (VSČG)

Letalski
- 813. lovski letalski polk (ZSSR)

## 814. polk
Pehotni
- 814. strelski polk (ZSSR)

Artilerijski
- 814. artilerijski polk (Wehrmacht)

## 816. polk
Pionirski
- 816. pionirski pehotni polk (ZDA)

Letalski
- 816. lovski letalski polk (ZSSR)

## 818. polk
Pehotni
- 818. strelski polk (ZSSR)

Artilerijski
- 818. artilerijski polk (Wehrmacht)

## 824. polk
Artilerijski
- 824. obalni artilerijski polk kopenske vojske (Wehrmacht)

Inženirski
- 824. inženirski aviacijski polk (ZDA)

## 825. polk
Artilerijski
- 825. obalni artilerijski polk kopenske vojske (Wehrmacht)

Letalski
- 825. samostojni helikopterski polk (ZSSR)

## 832. polk
Pehotni
- 832. strelski polk (ZSSR)
- 832. pehotni polk (Wehrmacht)
- 832. grenadirski polk (Wehrmacht)

## 833. polk
Letalski
- 833. lovski letalski polk (DDR)
- 833. lovski letalski polk (ZSSR)

## 837. polk
Artilerijski
- 837. obalni artilerijski polk kopenske vojne (Wehrmacht)

Letalski
- 837. lovski letalski polk (ZSSR)

## 838. polk
Artilerijski
- 838. gardni protiletalski raketni polk (ZSSR)
- 838. gardni protiletalski raketni polk (Ruska federacija)

## 839. polk
Pehotni
- 839. strelski polk (ZSSR)

Artilerijski
- 839. artilerijski polk (Wehrmacht)
- 839. obalni artilerijski polk kopenske vojske (Wehrmacht)

## 840. polk
Pehotni
- 840. strelski polk (ZSSR)

Artilerijski
- 840. obalni artilerijski polk kopenske vojske (Wehrmacht)

## 843. polk
Pehotni
- 843. polk (Afganistan)

Artilerijski
- 843. motorizirani artilerijski polk (ZSSR)

## 845. polk
Letalski
- 845. lovski letalski polk (ZSSR)
- 845. letalski polk (Severna Koreja)

## 846. polk
Pehotni
- 846. strelski polk (ZSSR)
- 846. pehotni polk (Wehrmacht)
- 846. grenadirski polk (Wehrmacht)

## 847. polk
Pehotni
- 847. strelski polk (ZSSR)
- 847. pehotni polk (Wehrmacht)
- 847. grenadirski polk (Wehrmacht)

## 848. polk
Pehotni
- 848. strelski polk (ZSSR)
- 848. pehotni polk (Wehrmacht)
- 848. grenadirski polk (Wehrmacht)

## 849. polk
Pehotni
- 849. strelski polk (ZSSR)
- 849. pehotni polk (Wehrmacht)
- 849. grenadirski polk (Wehrmacht)